# 李苗
李苗（485年—530年），字子宣，梓潼郡涪县（今四川省绵阳市东北）人，南北朝北魏军事人物。
他是南朝梁尚书郎、太仆卿李膺之子，后出继给叔父李畎为子。李畎曾任梁朝宁州刺史。正始二年（505年），北魏统军王足攻打蜀地，梁武帝命李畎在涪县阻击，并授予其益州刺史之职。但王足撤军后，武帝决定将李畎调离益州，李畎愤而图谋反叛，武帝于是派人将其杀害。当时李苗年仅十五岁，心怀复仇之志，于延昌年间归降北魏，向魏宣武帝上奏平定蜀地的计策。延昌三年（514年），大将军高肇西征时，李苗被任命为假龙骧将军、向导统军。次年，军队在晋寿驻营时，因宣武帝去世而撤军。后来，他以客例获授员外散骑侍郎之职，加授襄威将军。李苗才兼文武，却未能立下重大战功，也未能洗刷家族耻辱，因而常心怀激昂之情。他曾上书指出，平定江南的障碍在于长江天险，建议先攻占距建康较远的长江上游巴蜀地区。但当时魏孝明帝年幼，无法理解其战略，他的意见未被采纳。正光末年，秦州莫折念生发动叛乱，就要波及关中。李苗察觉到叛乱方的陇西兵虽强悍却缺粮，于是上书建议固守城池不与交战，以持久战拖垮叛军。他被任命为统军，受命与别将淳于诞一同进军梁州、益州，并任用行台魏子建为郎中，对其十分信任。孝昌年间，李苗被召回洛阳，任镇远将军、步兵校尉，不久后兼任尚书右丞，担任西北道行台。他与大都督宗正珍孙一同讨伐汾州、绛州的蜀地叛乱，成功平定。之后，李苗再次被召回洛阳，任司徒司马，后转任太府少卿，加授龙骧将军。永安三年（530年），南梁巴西郡豪强何难尉等人向北魏朝廷请求征讨巴蜀，李苗因此被任命为通直散骑常侍、冠军将军、西南道慰劳大使。然而，就在他出发前，尔朱荣被魏孝庄帝诛杀，尔朱荣的堂弟尔朱世隆率领其部下驻守河桥，逼近洛阳。孝庄帝亲自到大夏门召集群臣广泛商议对策，官员们都惊慌失措，提不出良策。唯有李苗挺身而出，慷慨说道：“如今逆贼突然作乱，朝廷陷入危急境地，正是忠臣烈士尽节之时。我虽无显赫战功，愿请陛下拨给一支部队，为陛下阻断河梁要道。” 城阳王元徽与中尉高道穆赞同他的计划，孝庄帝认可其勇气，批准了请求。李苗招募人手，趁夜从马渚上游乘船顺黄河而下，在距河桥数里处放出火船。因黄河水流湍急，火船很快抵达河桥，尔朱军在南岸见火船驶来，争相涌往河桥，河桥瞬间被烧毁，许多人溺水而亡。李苗亲自率领约一百名士兵在小渚扎营等待援军，然而援军迟迟未到，尔朱军渡河而来。李苗奋力作战，终因寡不敌众，部下全部阵亡，他自己也投黄河而死，享年四十六岁。朝廷追赠他使持节、都督梁益巴东梁四州诸军事、车骑大将军、仪同三司、梁州刺史，追封河阳县开国侯，谥号忠烈侯。他的儿子李昙继承爵位，东魏武定末年任冀州仪同府刑狱参军，北齐建立后，爵位被降等。